# Iginio De Luca
Iginio De Luca (... – 1996) è stato un italianista e traduttore italiano.

## Biografia
Italianista, professore all'Università di Padova, fu tra i fondatori del Premio Monselice e membro della giuria dal 1971 fin quasi alla morte, avvenuta nel 1996. De Luca studiò presso la Facoltà di Lettere dell'Università di Padova dove conobbe Andrea Zanzotto, Giulio Alessi e Michelangelo Muraro; sempre all'Università, collaborò con Il Bò, insieme ad Alessi, Tono Zancanaro ed Elio Marchesi. Una volta laureato iniziò a lavorare per alcune case editrici, interessandosi e specializzandosi in particolar modo sull'autore Ippolito Nievo; fu attento curatore di alcune edizioni delle opere dello stesso Nievo.. Curò alcune antologie di letteratura italiana insieme a Giulio Alessi, suo amico fin dai tempi dell'Università; collaborò inoltre al Giornale storico della letteratura italiana. Grazie alla sua conoscenza della lingua russa pubblicò per Einaudi alcune traduzioni di Esenin, considerate di grande valore letterario.

## Opere

### Curatele
- Aldo Palazzeschi, Padova, Società coop. tipografica, 1941
- Ippolito Nievo, Il Varmo, Padova, Ape, 1945
- Sergej Aleksandrovič Esenin, Poesie, Firenze, Fussi, 1947
- Ippolito Nievo, Novelliere campagnuolo e altri racconti, Torino, Einaudi, 1956
- Ennio Quirino Visconti; Andrea Mustoxidi, Osservazione sulla Iliade del Monti, Firenze, Sansoni, 1961
- Ippolito Nievo, Quaderno di traduzioni, Torino, Einaudi, 1964
- Manara Valgimigli, Uomini e scrittori del mio tempo, Firenze, Sansoni, 1965 (con Maria Vittoria Ghezzo)
- Concetto Marchesi e Manara Valgimigli: Lettere a una libreria, Padova, Randi, 1968 (con Attilio Zadro)
- Carteggio inedito Tenca-Camerini, Milano, Ricciardi, 1973
- Giulio Alessi, Le poesie, Milano, Mursia, 1986 (con Vittorio Zaccaria)
- Tre poeti traduttori: Monti, Nievo, Ungaretti, Firenze, Olschki, 1988

### Traduzioni
- Sergej Aleksandrovič Esenin, Pugacev, Torino, Einaudi, 1968
- Sergej Aleksandrovič Esenin, Anna Snegina, Torino, Einaudi, 1981
- Sergej Aleksandrovič Esenin, Il paese dei banditi, Torino, Einaudi, 1985